# Sportklättring vid olympiska sommarspelen 2020
Sportklättring vid olympiska sommarspelen 2020 arrangerades mellan 3 och 6 augusti 2021 i Aomi Urban Sports Park i Tokyo i Japan. Det var första gången någonsin som olympiska tävlingar i sportklättring genomfördes i och med att IOK i augusti 2016 beslutade att sportklättring skulle bli en av de nya sporterna på OS-programmet 2020.
Tävlingarna skulle ursprungligen ha hållits mellan 4 och 7 augusti 2020 men de blev på grund av Covid-19-pandemin uppskjutna.
På programmet fanns en tävling för damer och en tävling för herrar som båda genomfördes i disciplinen kombination. Delmomenten i kombination under OS är bouldering, lead och speed.

## Medaljsammanfattning
| Sportklättring                | Guld                        | Silver                | Brons                    |
| Damernas tävling Detaljer...  | Janja Garnbret Slovenien    | Miho Nonaka Japan     | Akiyo Noguchi Japan      |
| Herrarnas tävling Detaljer... | Alberto Ginés López Spanien | Nathaniel Coleman USA | Jakob Schubert Österrike |

Denna tabell: visa • redigera

## Medaljtabell
| Pl.    | Nation    | Guld | Silver | Brons | Totalt |
| ------ | --------- | ---- | ------ | ----- | ------ |
| 1      | Slovenien | 1    | 0      | 0     | 1      |
| 1      | Spanien   | 1    | 0      | 0     | 1      |
| 3      | Japan     | 0    | 1      | 1     | 2      |
| 4      | USA       | 0    | 1      | 0     | 1      |
| 5      | Österrike | 0    | 0      | 1     | 1      |
| Totalt | Totalt    | 2    | 2      | 2     | 6      |

### Fotnoter
1. ↑  (16 juni 2021). Sport Climbing Competition Schedule. Arkiverad 2 juli 2021 hämtat från the Wayback Machine. tokyo2020.org. Läst 21 juni 2021.
2. ↑  Jones, Ian (3 augusti 2016). ”IOC approves five new sports for Olympic Games Tokyo 2020” (på engelska). IOK. https://www.olympic.org/news/ioc-approves-five-new-sports-for-olympic-games-tokyo-2020. Läst 16 augusti 2016.
3. ↑  (Program från 31 juli 2019). Olympic Competition Schedule. tokyo2020.org. Läst 7 oktober 2019.
4. ↑  (30 mars 2020). IOC, IPC, Tokyo 2020 Organising Committee and Tokyo Metropolitan Government announce new dates for the Olympic and Paralympic Games Tokyo 2020. IOK. Läst 21 juni 2021.
5. ↑  Sport climbing. tokyo2020.org. Läst 9 oktober 2019.
6. ↑  (6 augusti 2021). Sport Climbing – Women's Combined – Final. olympics.com. Läst 6 augusti 2021.
7. ↑  (5 augusti 2021). Sport Climbing – Men's Combined – Final. olympics.com. Läst 5 augusti 2021.